# A magyar labdarúgó-bajnokság aranyérmes játékosainak listája: M
Az alábbi lista a magyar labdarúgó-bajnokság bajnokcsapatainak játékosait sorolja fel, M kezdőbetűvel, bajnoki cím száma, egyesületek és idények szerint.

## M
| Játékos              | Bajnoki cím | Csapat(ok)                      | Idény(ek)                                                                       |
| -------------------- | ----------- | ------------------------------- | ------------------------------------------------------------------------------- |
| Machos Ferenc        | 5           | 2 – Bp. Honvéd 3 – Vasas SC     | 1954, 1955 1960–61, 1961–62, 1965                                               |
| Mácsai András        | 1           | Ferencváros                     | 1925–26                                                                         |
| Macsali Gyula        | 1           | Bp. Honvéd                      | 1954                                                                            |
| Madar Csaba          | 5           | 2 – MTK 3 – Debreceni VSC       | 1998–99, 2002–03 2004–05, 2005–06, 2006–07                                      |
| Magda Béla           | 1           | Ferencváros                     | 1937–38                                                                         |
| Magyar Árpád         | 1           | Csepel                          | 1958–59                                                                         |
| Magyar István        | 1           | Ferencváros                     | 1975–76                                                                         |
| Magyar Lajos         | 2           | Rába ETO                        | 1981–82, 1982–83                                                                |
| Major Ferenc         | 1           | Ferencváros                     | 1980–81                                                                         |
| Mándi Gyula          | 9           | MTK, Hungária                   | 1919–20, 1920–21, 1921–22, 1922–23, 1923–24, 1924–25, 1928–29, 1935–36, 1936–37 |
| Manglitz Ferenc      | 8           | Ferencváros                     | 1903, 1905, 1906–07, 1908–09, 1909–10, 1910–11, 1911–12, 1912–13                |
| Manno Miltiades      | 2           | Budapesti TC                    | 1901, 1902                                                                      |
| Markovits Péter      | 1           | MTK                             | 1904                                                                            |
| Marosvári Béla       | 3           | WMFC Csepel                     | 1941–42, 1942–43, 1947–48                                                       |
| Marozsán János       | 1           | Bp. Honvéd                      | 1990–91                                                                         |
| Márton Gábor         | 1           | Kispest-Honvéd                  | 1992–93                                                                         |
| Martos Győző         | 1           | Ferencváros                     | 1975–76                                                                         |
| Máté János           | 1           | Győri Vasas ETO                 | 1963-ősz                                                                        |
| Máté Péter           | 3           | Debreceni VSC                   | 2005–06, 2009–10, 2011–12                                                       |
| Mathesz Imre         | 4           | Vasas SC                        | 1960–61, 1961–62, 1965, 1966                                                    |
| Mátrai Sándor        | 3           | Ferencváros                     | 1962–63, 1964, 1967                                                             |
| Maurer László        | 1           | Újpesti Dózsa                   | 1971–72                                                                         |
| Medgyessy Jenő       | 4           | Ferencváros                     | 1909–10, 1910–11, 1911–12, 1912–13                                              |
| Mednyánszky Rudolf   | 1           | Csepel                          | 1958–59                                                                         |
| Megyesi István       | 2           | Ferencváros                     | 1968, 1975–76                                                                   |
| Melis Béla           | 1           | Bp. Honvéd                      | 1979–80                                                                         |
| Menyhárt Kálmán      | 3           | Bp. Honvéd                      | 1979–80, 1983–84, 1984–85                                                       |
| Mészáros Ferenc      | 1           | Nagyváradi AC                   | 1943–44                                                                         |
| Mészáros Ferenc      | 1           | Vasas SC                        | 1976–77                                                                         |
| Mészáros István      | 1           | Újpest                          | 1929–30                                                                         |
| Mészáros József      | 1           | Ferencváros                     | 1948–49                                                                         |
| Mészáros Norbert     | 5           | Debreceni VSC                   | 2005–06, 2006–07, 2008–09, 2009–10, 2011–12                                     |
| Mészöly Kálmán       | 4           | Vasas SC                        | 1960–61, 1961–62, 1965, 1966                                                    |
| Mészöly Pál          | 1           | Ferencváros                     | 1980–81                                                                         |
| Roguy Méyé           | 1           | Debreceni VSC                   | 2011–12                                                                         |
| Mezei Béla           | 1           | Ferencváros                     | 1968                                                                            |
| Mirszad Mijadinoszki | 2           | Debreceni VSC                   | 2009–10, 2011–12                                                                |
| Damir Milanović      | 1           | Videoton                        | 2010–11                                                                         |
| Dejan Milovanović    | 2           | 1 – Ferencváros 1 – Dunaújváros | 1995–96 1999–00                                                                 |
| Minder Frigyes       | 1           | Budapesti TC                    | 1901                                                                            |
| Mindszenti Pál       | 1           | Ferencváros                     | 1948–49                                                                         |
| Mile Sándor          | 2           | Rába ETO                        | 1981–82, 1982–83                                                                |
| Miovecz Zoltán       | 2           | 1 – Újpesti Dózsa 1 – Vác       | 1989–90 1993–94                                                                 |
| Mohl Dávid           | 1           | Debreceni VSC                   | 2009–10                                                                         |
| Molnár Balázs        | 1           | Zalaegerszeg                    | 2001–02                                                                         |
| Molnár Dezső         | 2           | Vasas SC                        | 1965, 1966                                                                      |
| Molnár Ferenc        | 1           | Bp. Honvéd                      | 1990–91                                                                         |
| Molnár János         | 2           | MTK                             | 1953, 1957–58                                                                   |
| Molnár György        | 7           | MTK, Hungária                   | 1919–20, 1920–21, 1921–22, 1922–23, 1923–24, 1924–25, 1928–29                   |
| Molnár Jenő          | 1           | Újpesti Dózsa                   | 1978–79                                                                         |
| Jurij Molnár         | 1           | Vác                             | 1993–94                                                                         |
| Molnár Lajos         | 1           | Újpest                          | 1946–47                                                                         |
| Molnár Marcell       | 1           | MTK                             | 2007–08                                                                         |
| Molnár Zoltán        | 4           | 3 – MTK 1 – Dunaújváros         | 1996–97, 1998–99, 2002–03 1999–00                                               |
| Alex Monken          | 1           | Ferencváros                     | 2000–01                                                                         |
| Onyeabor Monye       | 1           | Újpest                          | 1997–98                                                                         |
| Móré János           | 1           | Ferencváros                     | 1933–34                                                                         |
| Morvay Lajos         | 1           | Győri Vasas ETO                 | 1963-ősz                                                                        |
| Mörtel Béla          | 1           | Ferencváros                     | 1980–81                                                                         |
| Mucha József         | 2           | Ferencváros                     | 1975–76, 1980–81                                                                |
| Murai Sándor         | 1           | Ferencváros                     | 1980–81                                                                         |
| Martin Mutumba       | 1           | Videoton                        | 2010–11                                                                         |
| Müller Ferenc        | 2           | Ferencváros                     | 1925–26, 1926–27                                                                |
| Heinrich Müller      | 2           | Hungária                        | 1935–36, 1936–37                                                                |
| Müller Sándor        | 1           | Vasas SC                        | 1976–77                                                                         |